# Jan Tomaszewicz
Jan Tomaszewicz (ur. 21 lipca 1956 w Wiktoryszkach) – polski reżyser teatralny, aktor, dyrektor lubuskich teatrów, od 2025 prezes Związku Artystów Scen Polskich.

## Życiorys
Absolwent Studium Wokalno-Aktorskiego przy Teatrze Muzycznym im. Danuty Baduszkowej w Gdyni (1983), z którym był związany od 1979. Ukończył również politologię na Uniwersytecie Warszawskim (1999).
Od 1983 pracował w Teatrze Polskim w Bydgoszczy, a od 1985 do 1992 w Teatrze Syrena w Warszawie. W latach 1992–1995 pełnił funkcję dyrektora Lubuskiego Teatru im. Leona Kruczkowskiego w Zielonej Górze, a w 2002 został dyrektorem naczelnym i artystycznym Teatru im. Juliusza Osterwy w Gorzowie Wielkopolskim.
Jako aktor teatralny debiutował w 1980 rolą w Alicji w krainie czarów. W 1994 debiutował natomiast jako reżyser teatralny sztuką Czego nie widać, zajął się następnie głównie działalnością reżyserską. Wystąpił także w epizodycznych rolach w kilku filmach (m.in. Goryl, czyli ostatnie zadanie..., Komornik), a także gościnnie w pojedynczych odcinkach licznych polskich seriali telewizyjnych.
W czerwcu 2025 został wybrany na prezesa Związku Artystów Scen Polskich.

## Odznaczenia
Odznaczony Złotym Krzyżem Zasługi (2023). Wyróżniony Medalem Komisji Edukacji Narodowej (2005) oraz odznaką honorową Zasłużony dla Kultury Polskiej (2012).